# بنجامین شوکل
بنجامین شوکل (انگلیسی: Benjamin Schöckel؛ زادهٔ ۱۶ اوت ۱۹۸۰) بازیکن فوتبال اهل آلمان است.
از باشگاه‌هایی که در آن بازی کرده‌است می‌توان به باشگاه فوتبال بایرن مونیخ ۲، باشگاه فوتبال وی‌اف‌آر آلن، باشگاه فوتبال انرژی کوتبوس، باشگاه فوتبال بایرن مونیخ، و باشگاه فوتبال وهن ویسبادن اشاره کرد.